# Алабуга
Алабуга (дата, місце народження й смерті невідомі) — мордовський інязор (князь).
У 1365—1369 роках за допомогою нижньогородського князя вигнав татар зі свого князівства у сточищі річки П'яна. Проте замість татарських мурз тут почали господарювати руські князі.
На думку П. І. Мельникова, влітку 1377 року провідники Алабуги навели через густі ліси на суздальсько-нижньогородську рать на чолі з князем Іваном Дмитровичем військо ординського царевича й правителя міста Мохші Араб-шаха. Бій над П'яною закінчився розгромом суздальсько-нижньогородського війська.
Восени 1377 року у відповідь на нове вторгнення нижньогородців Алабуга розорив правобережну частину Суздальсько-Нижньогородського князівства. За одними даними (П. І. Мельников), Алабуга в цьому поході загинув, за іншими (М. Г. Сафаргалієв), він якийсь час був васалом Дмитра Донського.